# دیوید اوکانر
دیوید اوکانر (انگلیسی: David O'Connor؛ زادهٔ ۱۸ ژانویه ۱۹۶۲) سوارکار اهل ایالات متحده آمریکا بود.
وی در مسابقات کشوری و بین‌المللی در مجموع برندهٔ ۳ مدال طلا، ۲ مدال نقره، ۲ مدال برنز شده‌است.